# Philippe Gagné
Philippe Gagné (Montreal, 23 de outubro de 1997) é um saltador do Canadá.

## Carreira
Gagné representou seu país nos Jogos Olímpicos de Verão da Juventude de 2014 com duas medalhas de prata e bronze. Em Jogos Pan-Americanos, tem duas pratas e um bronze todas em Toronto 2015.